# Đường thúc Ngu
Đường Thúc Ngu (chữ Hán: 唐叔虞), tên thật là Cơ Ngu (姬虞), tự là Tử Vu (子於), là vị vua đầu tiên của nước Tấn - chư hầu nhà Chu trong lịch sử Trung Quốc.

## Thân thế
Đường Thúc Ngu là con thứ vua Chu Vũ Vương – vua khai quốc nhà Chu và là em vua Chu Thành Vương – vua thứ 2 nhà Chu.

## Được phong đất Đường
Theo Sử ký Tư Mã Thiên, sau khi Chu Vũ Vương mất, con là Chu Thành Vương lên thay, có Chu Công Đán phụ chính. Khi đó một chư hầu là nước Đường nổi loạn, Chu công Đán mang quân tiêu diệt.
Thời Chu Thành Vương, Cơ Ngu còn nhỏ. Khi Cơ Ngu ngồi chơi với Thành Vương, vua Chu lấy cái lá cây ngô đồng (nguyên văn: đồng diệp) làm ngọc khuê đưa cho Cơ Ngu và nói:
Để ta phong đất này cho nhà ngươi
Quan thái sử nhà Chu làm nhiệm vụ chép sử hỏi Chu Thành Vương chọn ngày để phong cho Cơ Ngu. Thành Vương nói rằng khi đó chỉ nói đùa với cậu em nhỏ thôi. Quan thái sử nghiêm sắc mặt nói:
Thiên tử không thể nói chuyện đùa.
Chu Thành Vương không thể cưỡng lại, bèn chính thức phong cho Cơ Ngu làm vua chư hầu nước Đường, gọi là Đường Thúc Ngu. Đất Đường ở phía đông sông Hoàng Hà và sông Phần, khi Đường Thúc Ngu tới làm vua, đất vuông trăm dặm. Sau đó nước Đường mới đổi tên thành nước Tấn.
Nước Tấn của Đường Thúc Ngu ra đời sau nhiều chư hầu khác của nhà Chu - vốn hầu hết là quý tộc và công thần nhà Chu được phong từ thời Chu Vũ vương.
Sử ký không nêu rõ thời gian ông làm vua nước Tấn trong bao lâu và kết thúc khi nào. Các sự kiện lịch sử trong thời gian ông làm vua cũng không rõ. Sau khi ông mất, con ông là Cơ Tiệp lên nối ngôi vua.